# Igor Nganga
Igor Nganga (Kinshasa, 14 aprile 1987) è un ex calciatore congolese (Repubblica del Congo), di ruolo difensore.

## Palmarès

### Club

#### Competizioni nazionali
- Challenge League: 2

Aarau: 2012-2013
Losanna: 2019-2020